# Polyommatus armena
Polyommatus armena är en fjärilsart som beskrevs av Otto Staudinger 1871. Polyommatus armena ingår i släktet Polyommatus och familjen juvelvingar. Inga underarter finns listade i Catalogue of Life.